# Оріхове (Ровеньківський район)
Орі́хове — село в Україні, в Антрацитівській міській громаді Ровеньківського району Луганської області. Населення становить 599 осіб. Орган місцевого самоврядування — Дубівська селищна рада.

## Історія
За даними на 1859 рік у казеному селі Оріхове (Петропавлівка Нижня) Слов'яносербського повіту Катеринославської губернії мешкало 2055 осіб (1020 чоловіків та 1035 жінок), налічувалось 237 дворових господарств, існувала православна церква.
Станом на 1886 рік у колишньому державному селі, центрі Петропавлівської волості, мешкало 2112 осіб, налічувалось 287 дворів, існували православна церква, каплиця, лавка, винний погріб.
На початок 1908 рік населення зросло до 5044 осіб (2976 чоловічої статі та 2068 — жіночої), 648 дворових господарств.

## Цікаві місця
За 2 км на схід від села, на правому схилі долини річки Юськіна розташована геологічна пам'ятка природи — Оріхівське відслонення.

## Населення

### Мова
Розподіл населення за рідною мовою за даними перепису 2001 року:
| Мова       | Кількість | Відсоток |
| ---------- | --------- | -------- |
| українська | 412       | 68.78%   |
| російська  | 185       | 30.88%   |
| білоруська | 1         | 0.17%    |
| вірменська | 1         | 0.17%    |
| Усього     | 599       | 100%     |